# Wiener Blond
Wiener Blond ist ein österreichisches Musikduo aus Wien bestehend aus Verena Doublier und Sebastian Radon.

## Geschichte
Sebastian Radon (*  in Wien) verbrachte die ersten vier Jahre in der Südstadt, danach übersiedelte die Familie nach Achau. Die Unterstufe absolvierte er in der Keimgasse in Mödling, anschließend besuchte er das Musikgymnasium Wien. Von 1999 bis 2003 war er Mitglied der Gumpoldskirchner Spatzen. Er studierte Gesangspädagogik am Institut für Popularmusik an der Universität für Musik und darstellende Kunst Wien, wo er Verena Doublier kennenlernte. 2013 stand er in Der böse Geist Lumpazivagabundus oder Das liederliche Kleeblatt am Wiener Burgtheater und bei den Salzburger Festspielen auf der Bühne. 2015 spielte er in der Episode Ausgebremst der Fernsehserie SOKO Donau. 
Verena Doublier nahm 2002 mit Blackout im TV, einer Cover-Version von From Sarah with Love, am Kiddy Contest teil, wo sie den zweiten Platz belegte. Von 2005 bis 2009 war sie Mitglied der von ihr mitbegründeten A-cappella-Gruppe MAUF. Im Zuge ihres Studiums der Gesangspädagogik an der Universität für Musik und darstellende Kunst Wien lernte sie Sebastian Radon kennen. 2012 gründeten die beiden das Duo Wiener Blond, mit dem sie seitdem eigene Texte und Kompositionen präsentieren.
Auftritte hatten sie unter anderem am Orpheum Wien, am Kasino am Schwarzenbergplatz des Wiener Burgtheaters, am Wiener Metropol, am Theater am Spittelberg, an der Wiener Kulisse, im Wiener Konzerthaus und beim Wiener Donauinselfest.
Im Februar 2015 belegten sie hinter der Band Rammelhof mit Kaana Waas Warum beim Protestsongcontest den zweiten Platz. Im März 2015 veröffentlichten sie ihr Debütalbum Der letzte Kaiser. Außerdem waren sie 2015 in Vereinsheim Schwabing in der ARD zu sehen. 2016 folgte das zweite Album mit dem Titel Zwa, das sie im November mit zwei Konzerten im Wiener Musikverein präsentierten.
Im Jänner 2019 feierten sie mit Quasi Jedermann – Helmut Qualtinger, der Menschenimitator, zu dem sie auch die Musik schrieben, unter der Regie von Christina Tscharyiski am Landestheater Niederösterreich Premiere. Im ORF waren sie 2019 und 2023 in der von Hosea Ratschiller präsentierten Fernsehsendung Pratersterne zu sehen. 2019 erschien das Live-Album Endlich salonfähig! in Zusammenarbeit mit dem Original Wiener Salonensemble, unter anderem mit deren Studienkollegin Anna Starzinger am Cello, das sie im November erneut im Wiener Musikverein präsentierten.

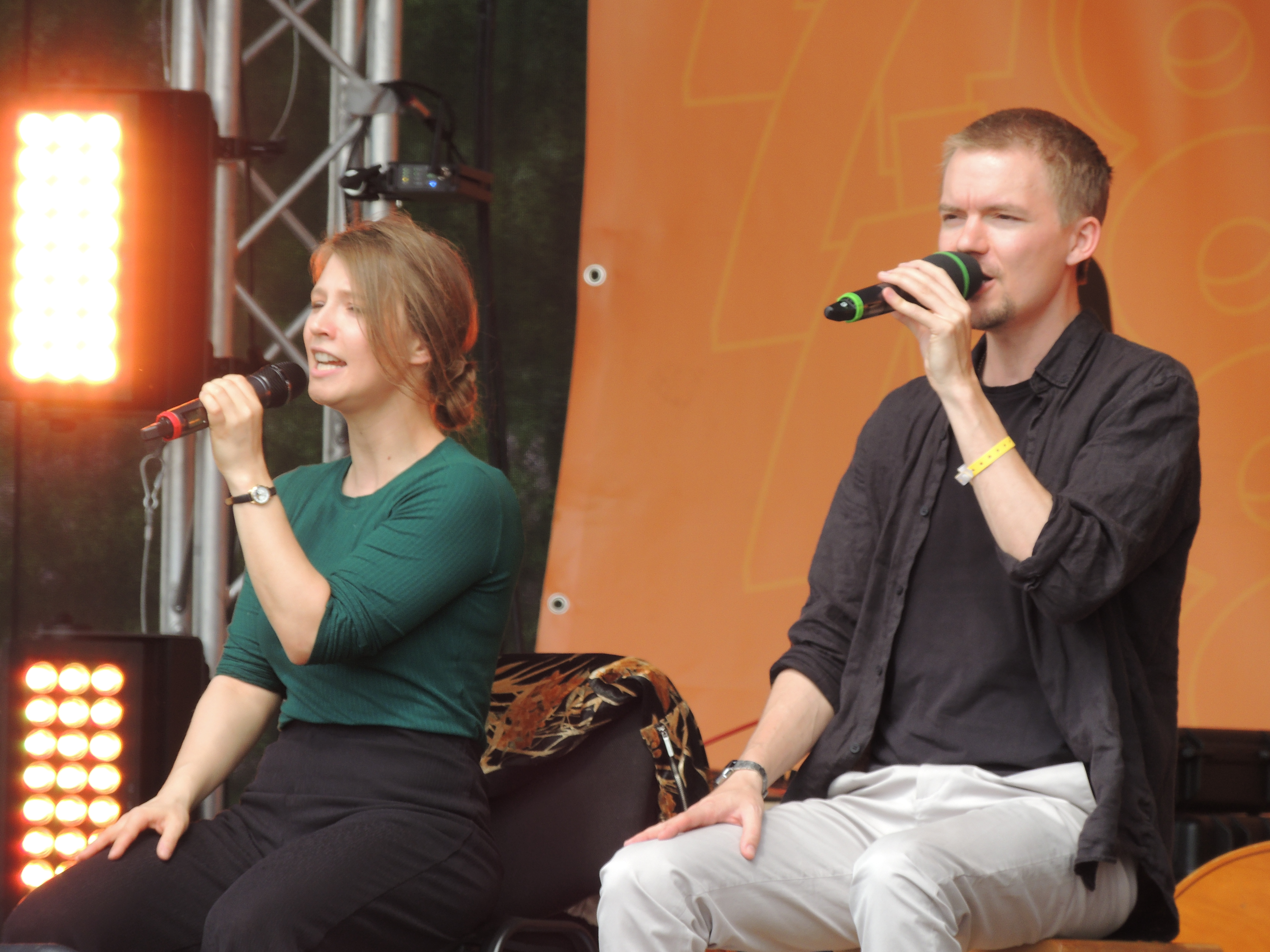
Wiener Blond im Mai 2022 in Wien

Im Rahmen der Amadeus-Verleihung 2020 wurden sie in der Kategorie Jazz/World/Blues nominiert. Für ihr drittes Studioalbum Bis in der Früh (2020) arbeiteten sie mit dem Musiker und Produzenten Albin Janoska zusammen.

## Diskografie
Alben
- 2015: Der letzte Kaiser
- 2016: Zwa
- 2019: Endlich salonfähig! (Live, mit dem Original Wiener Salonensemble)
- 2020: Bis in der Früh[20]
- 2023: Sinfonien im Souterrain (mit dem Original Wiener Salonensemble)[21][22]

## Auszeichnungen und Nominierungen
- 2015: Protestsongcontest – zweiter Platz mit Kaana Waas Warum[10]
- 2020: Amadeus-Verleihung 2020 – Nominierung in der Kategorie Jazz/World/Blues mit dem Original Wiener Salonensemble[19]
- 2024: Amadeus-Verleihung 2024 – Nominierung in der Kategorie Jazz/World/Blues mit dem Original Wiener Salonensemble[23]